# Grasso alimentare
Con grasso alimentare o shortening o grasso per pasticceria s'intende una materia grassa di origine animale come il burro o lo strutto o un grasso vegetale, utilizzati come ingrediente nella pasticceria, nella produzione di pane e di altri alimenti.
Ci si riferisce in genere a un grasso solido a temperatura ambiente, rispetto per esempio agli oli alimentari, liquidi per natura. Grasso è un termine generico usato spesso come sinonimo di qualsiasi forma di lipide, anche se la componente principale è spesso costituita dai trigliceridi: per esempio, si classificano alcune vitamine per il fatto non si sciolgano in acqua ma siano solubili nei grassi (liposolubili).

## Storia
Nel 1827 William Prout individuò nei grassi un nutriente importante nella dieta, allo stesso livello delle proteine e degli zuccheri.
I grassi hanno un ruolo chiave nella diffusione di diverse malattie: il consumo eccessivo porta in tutto il mondo a varie forme di malnutrizione, che portano in particolare, al fenomeno dell'obesità e a problemi cardiocircolatori, specialmente per sovradosaggio dei grassi saturi nella dieta abituale.